# Ivan Ivanov (ski)
Pour les articles homonymes, voir Ivan Ivanov et Ivanov.
Ivan Ivanov, né le 11 mai 1987 est un fondeur russe spécialiste de sprint.

## Carrière
Champion du monde junior du sprint en 2007, il obtient son seul podium de Coupe du monde en carrière lors du sprint de Canmore, le 26 janvier 2008 avec une deuxième place. Il n'a participé à aucune édition des Championnats du monde ou des Jeux olympiques.

## Palmarès

### Coupe du monde
- Meilleur classement général : 54e en 2008.
- 1 podium individuel : 1 deuxième place.

### Championnats du monde junior
- Médaille d'or du sprint à Tarvisio en 2007.